# Ляшко Олег Валерійович
Оле́г Вале́рійович Ляшко́ (нар. 3 грудня 1972, Чернігів, Українська РСР) — український політик, колишній народний депутат України VIII, VII, VI, V, IV скликань (2006—2019), журналіст, телеведучий, лідер Радикальної партії Олега Ляшка. Кандидат в Президенти України на виборах 2014 та 2019.
Комбат безпілотних систем 63ОМБр.

## Життєпис
Народився в Чернігові. Навчався в школі-інтернаті. На літо материн брат Василь Павлович та його дружина Галина Іванівна забирали Олега до себе в село Лизине на Білокуракинщині (Луганська область).
1998 року закінчив юридичний факультет Харківського державного педагогічного університету імені Григорія Сковороди.
2013 року також закінчив Київський університет ім. Шевченка за фахом «міжнародній бізнес».
2 червня 2018 року одружився з Сайранен Росітою Олександрівною. До цього вони перебували 20 років у фактичному шлюбі. Мають спільну доньку Владиславу.

### Кар'єра
Розпочав трудовий шлях скотарем колгоспу «Прогрес» села Лизине Білокуракинського району Луганської області.
1990—1992 — кореспондент, завідувач відділу редакції газети «Молода гвардія» (Київ).
1992—1995 — редактор газети «Комерційні вісті» Міністерства зовнішньоекономічних зв'язків України.
1995—1996 — редактор додатка «Політика» газети «Правда України».
З серпня 1996 — головний редактор газети «Політика». 1999 року видання було закрито ухвалою Московського райсуду Києва «за розголошення державної таємниці».
2000—2006 — головний редактор газети «Свобода» (ЗАТ "Редакція газети «Політика»).
З 21 травня 2016 року  до 2019 року— ведучий програми «Правда Ляшка», яка виходила щосуботи на колишньому телеканалі NewsONE.

## Політичні погляди
Ляшко позиціював себе як опозиційний до режиму Януковича радикальний політик, однак ведучий програми Шустер Live Савік Шустер заявив 29 грудня 2013 року, що Ляшко в ефірі неодноразово подавався на запрошення адміністрації президента Віктора Януковича.
Був членом фракції БЮТ, 19 жовтня 2010 року його виключено з фракції «за співпрацю з коаліцією більшості, зокрема, за голосування за зміни до Конституції, закон про Кабінет Міністрів та регламент Верховної Ради України»[джерело?].
Значна частина українських політологів і журналістів скептично оцінюють щирість політичних поглядів Ляшка, розглядаючи Радикальну партію і самого Ляшка, як політичний проєкт Сергія Льовочкіна, вказуючи на «розкрутку» Ляшка підконтрольним каналом «Інтер» і наявністю в партійному списку Радикальної партії осіб, пов'язаних з іменами Льовочкіна, Фірташа, Хорошковського й Черновецького.

## Політична діяльність

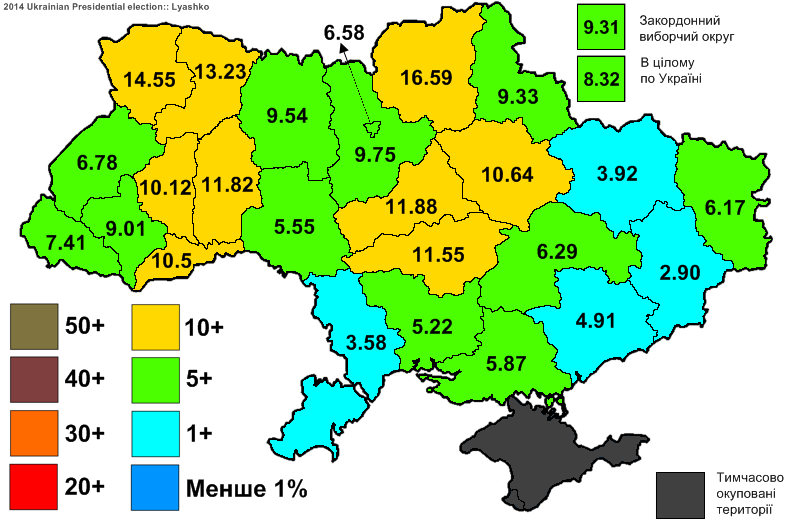
Підтримка Ляшка на виборах Президента України 2014.

На парламентських виборах 2002 року намагався отримати депутатський мандат у столичному окрузі № 217. Отримав третій результат.
2006—2007 — народний депутат України V скликання від Блоку Тимошенко (№ 26 у виборчому списку). Голова підкомітету з питань організації роботи Верховної Ради Комітету ВР з питань Регламенту, депутатської етики та забезпечення діяльності ВР.
2007—2012 — народний депутат України VI скликання від БЮТ (№ 29 у списку). Заступник голови Комітету ВР з питань бюджету. Голова Тимчасової слідчої комісії ВР з розслідування можливих фактів порушення законодавства у сфері майнових, земельних, фінансових та інших відносин міським головою Харкова Михайлом Добкіним і секретарем Харківської міськради Геннадієм Кернесом. 19 жовтня 2010 року його виключено з фракції БЮТ «за співпрацю з коаліцією більшості, зокрема, за голосування за зміни до Конституції, закон про Кабінет Міністрів та регламент Верховної Ради України». Цій події передував скандал з оприлюдненням відео допиту людини, схожої на Олега Ляшка, 15 вересня 1993 року, на якому особа зізнається слідчому, що вступала в гомосексуальні стосунки з високопоставленим чиновником на ім'я Борис в обмін на допомогу у вирішенні особистих питань.
З грудня 2012 — народний депутат України VII скликання, пройшов до парламенту по одномандатному округу № 208 у Чернігівській області (висуванцем Радикальної партії Олега Ляшка). Заступник голови Комітету ВР з питань фінансів і банківської діяльності. Позафракційний.
У лютому 2014 Олег Ляшко заявив, що буде балотуватися у Президенти України. На позачергових виборах 25 травня 2014 року Ляшко, як єдиний кандидат Радикальної партії, одержав 8,32 % голосів, посівши третє місце в країні. Третій рейтинг лідера Радикальної партії Олега Ляшка був названий пресою «однією з головних несподіванок президентських виборів в Україні».
Олег Ляшко вважає, що Україна має розірвати дипломатичні стосунки з Росією і зареєстрував відповідний законопроєкт у Верховній Раді України.
6 липня 2015 року, під час свого виступу у Полтаві, Ляшко познущався з прізвища голови Одеської ОДА М. Саакашвілі, назвавши його «Х..швілі».
1 вересня 2015 року після голосування за децентралізацію в першому читанні, заявив про вихід партії з коаліції й перехід в опозицію. Після голосування брав участь у кривавій бійці під Радою, під час якої постраждав 131 правоохоронець. Організаторами акції були «Свобода», «Радикальна партія» й «УКРОП»
7 вересня викликав Президента Порошенка на публічні дебати.
27 січня 2016 року заявив, що «Радикальна партія» готова повернутися до коаліції за умов переформування уряду і прийняття їхнього плану дій.
24 квітня 2017 року директор Національного антикорупційного бюро України Артем Ситник повідомив, що Спеціалізована антикорупційна прокуратура відкрила кримінальне провадження про можливе незаконне збагачення лідера Радикальної партії Олега Ляшка.
Очолив виборчий список Радикальної партії на парламентських виборах 2019 року.
Після того, як Радикальна партія отримала 4,01 % на виборах до ВРУ 2019 року, Ляшко не переобрався до парламенту. 2020 року він спробував переобратися за 208 виборчим округом на Чернігівщині, де його 25.10.2020 обійшов ставленик партії «Слуга народу» Олександр Гунько, що набрав 34,1 % проти 31,78 % у Ляшка.

### Участь у президентській кампанії 2019
25 січня 2019 року Центрвиборчком зареєстрував Олега Ляшка кандидатом в президенти України від «Радикальної партії».
27 березня 2019 року Олег Ляшко не зв'явився на офіційні дебати «Зворотний відлік» на UA:Перший, де мав дебатувати з 5-м та 4-м номерами рейтингів авторитетних соціологічних досліджень — Юрієм Бойком (що також проігнорував запрошення) та Анатолієм Гриценком, що прийшов та залишився відповідати на жорсткі запитання журналістів та експертів.

### Конфлікт з Коломойським
6 жовтня 2014 року Ляшко звинуватив дніпропетровського губернатора І. Коломойського в доведенні до інфаркту його матері. Ляшко сказав, що він готовий терпіти брехню про себе з боку Коломойського, але не про свою сім'ю. «Коли він взявся за мою маму, за мою дитину з дружиною — я цього не пробачу. Якщо не дай Бог, Беня, з моєю мамою те станеться, я тебе дістану з-під землі і уб'ю», — написав Ляшко[джерело?].

### Конфлікт з Порошенком
Найбільше критики від Ляшка на адресу Порошенка почало лунати після виходу «Радикальної партії» з коаліції. Під час одного з інтерв'ю Ляшко назвав Порошенка «цинічним баригою» і звинуватив у тому, що в нього начебто бізнес у Росії, в той час як у країні йде війна, «він слабкий, а найголовніше для нього — це гроші й бізнес» — казав Ляшко. Також він став вимагати розпочати процедуру імпічменту Порошенка, і що той начебто шантажував його підробленим порнографічним відео.

### Законодавчі ініціативи
Автор Проєкту Постанови щодо першочергових заходів у зв'язку з військовою агресією Російської Федерації, де прописано низку заходів, спрямованих на збереження територіальної цілісності, суверенітету і незалежності України.

### Співпраця з Рінатом Ахметовим
2013 — в ефірі каналу «Донбасс» назвав Ріната Ахметова «гарантом незалежності України».
2016 — журналісти «Радіо Свобода» у своєму розслідуванні стверджували, що Олег Ляшко та Рінат Ахмєтов регулярно проводять непублічні зустрічі між собою.
У лютому 2018 року колишній директор одного з маріупольських підприємств, що входить у групу компаній «Метінвест», Юрій Зінченко очолив виконавчий комітет Радикальної партії Олега Ляшка.
Телеканал «Україна», який належав Рінату Ахметову, піарив Ляшка. За словами медіа-експерта й голови правління ГО «Детектор медіа» Наталії Лигачової, не було майже жодного дня, коли на каналі не з'являвся Ляшко.

## Російсько-українська війна
8 березня 2014 року відвідав Крим, але був заблокований на виході з аеропорту представниками російських сепаратистів.
У ніч з 9 на 10 березня 2014 року викрав проросійського сепаратиста депутата Луганської обласної ради Арсена Клінчаєва. Процес супроводжувався побиттям і фільмуванням.
17 березня 2014 року вніс законопроєкт, де пропонувалося вважати учасників «сепаратистських мітингів за приєднання до Росії», а також тих, хто перешкоджає руху військових та військової техніки, — зрадниками і посібниками окупантів. На час «військової агресії» до зрадників, диверсантів, вбивць, мародерів, дезертирів і шпигунів пропонується застосовувати смертну кару. Законопроєкт передбачає розрив дипломатичних відносин і введення візового режиму з Росією, денонсування угод, заборона КПУ і Партії регіонів, заклик до ЄС заборонити в'їзд мешканців Криму з російськими паспортами та інші заходи.
З 6 травня 2014 року бере участь у маріупольських зіткненнях. 11 травня 2014 року з'явилися повідомлення про те, що Ляшко затриманий російськими терористами на Донбасі. Пізніше ця інформація була спростована.
23 травня 2014 року учасники батальйону Ляшка напали на будівлю міської ради у Торезі, де перебували прихильники Донецької народної республіки, і вбили як мінімум двох людей.
6 червня 2014 року видворив з будівлі Верховної Ради російську знімальну групу ВДТРК.
19 червня 2014 року його облили зеленкою у Львові з криками «Ганьба!»

### Служба в ЗСУ
Під час російського вторгнення в Україну, на початку жовтня 2022 року Ляшко приєднався до ЗСУ.
Військову присягу склав 3 жовтня 2022 року. Журналістка Яніна Соколова висловила сумнів в тому, що Ляшко безпосередньо бере участь в боях.
17 березня 2023 року колишній міністр МВС України Арсен Аваков опублікував фото з Ляшком, зроблені нібито в Харкові. На них Ляшко у війсковій формі в оточенні інших військовослужбовців.
У травні 2024 року Ляшка масово критикували військові як військовослужбовця і командира. Це стосувалося команди Олега на лінії фронту.
11 жовтня 2024 року лейтенанта Ляшка було призначено командиром батальйону безпілотних систем 63ОМБр.

## Скандали

### Судові та кримінальні справи
Ляшко неодноразово мав справу з українськими судами. Про перший серйозний досвід такого роду різні джерела повідомляють без прив'язки до журналістської діяльності. У 1994-му його заарештували і того ж року судили за кількома статтями КК України — зокрема, за розкрадання державного та колективного майна у великих розмірах, самовільне присвоєння влади і т. д. Вирок — шість років з конфіскацією майна. Відбував покарання в Ізяславській виправній колонії № 31. Через рік був звільнений за амністією, а в 1998-му судимість було достроково погашено.
2001 року Ляшка засуджено умовно вже за професійну діяльність. Кілька його матеріалів кінця 1990-х про колишнього в. о. віце-прем'єра Василя Дурдинця вітчизняна Феміда визнала наклепом. А в серпні Європейський суд з прав людини в Страсбурзі у справі «Ляшко проти України» віддав перевагу першому, визнавши утиск права журналіста на свободу слова. Власне, і в політику Ляшко потрапив, позиціонуючи себе журналістом-розслідувачем, борцем за свободу слова й проти корупції та свавілля посадовців. Однак у своїй автобіографії політик уникав згадок про судимості.
У розпал «коаліціади-2006», бувши вже нардепом, Олег Ляшко заявив про те, що хтось передав йому можливі докази про передачу хабаря в $300 млн лідерові Соцпартії Олександру Морозу за входження СПУ в коаліцію з Партією регіонів. Пізніше суд за позовом спікера парламенту визнав розповсюджені від «бютівця» відомості недостовірними й зобов'язав їх спростувати. У жовтні 2006 року Печерський суд зобов'язав Ляшка публічно вибачитись перед першим віце-прем'єр міністром Андрієм Клюєвим за розповсюдження недостовірної інформації про підкуп народних депутатів.
У вересні 2012 року Ляшко подав до суду на інтернет-видання IPress.ua — за поширення «недостовірних та наклепних відомостей». Йшлося про перепублікацію [Архівовано 11 жовтня 2014 у Wayback Machine.] iPress.ua у рубриці «Блогосфера» запису політтехнолога Сергія Гайдая на сторінці останнього у соціальній мережі Facebook. Зокрема, Радикальна партія Олега Ляшка у записі політтехнолога характеризується як «дорога політтехнологічна зброя, а фінансування цього проєкту відбувається за згодою влади». Сам Гайдай заявив, що Ляшко обматюкав його за цей запис.
На думку політика, перепублікація матеріалу «паплюжить, ганьбить гідність, честь та ділову репутацію народного депутата України та особи, яка зареєстрована як кандидат у народні депутати України». Ляшко вимагав від видання спростувати «недостовірну інформацію», публічно вибачитися та вилучити з вебсайту згадану публікацію. Сума позову — символічна 1 гривня. Про подальший перебіг справи не повідомлялося.
7 вересня у студії програми Савіка Шустера, Олег Ляшко назвав регіоналку Інну Богословську «чорноротою відьмою» та «брехухою», після чого Богословська подала на Ляшка до суду.
У лютому 2014 року заарештований екс-депутат Ігор Марков заявив про намір подати судовий позов на Олега Ляшка за те, що останній звинуватив його в причетності до вбивства Максима Чайки та співпраці з ФСБ Росії.
13 травня 2014 року стало відомо, що в Криму розпочато дослідчу перевірку за фактом передбачуваної спроби Ляшка вивезти до Туреччини двох вихованців ялтинського інтернату.
У жовтні 2017 року Ляшко перевіряло НАБУ після того, як нардеп задекларував придбання будинку в Козині під Києвом і виграш в 571 тис. гривень у національній лотереї «Фаворит спорт». Депутата викликали на допит, Антикорупційна прокуратура (САП) відкрила кримінальне провадження про незаконне збагачення.
В листопаді 2019-го Ляшко брав участь в бійці з нардепом від Слуги народу Андрієм Герусом, це сталось на летовищі Бориспіль. Ляшко звинуватив Андрія в лобіюванні російських інтересів після того, як ВРУ дозволила імпорт електроенергії з Білорусі та Росії. Згодом на Олега Ляшка відкрили кримінальне провадження, через бійку з Андрієм Герусом. 3 грудня Бориспільська прокуратура оголосила охоронцеві Ляшка підозру і пособництві в побитті Геруса.

### Бійки у Верховній Раді
18 травня 2011 у сесійній залі Верховної Ради вчинив бійку з Першим заступником Голови Верховної Ради Адамом Мартинюком.
3 березня 2014 року Верховна Рада не змогла почати вечірнє засідання через бійку, яка спалахнула між Олегом Ляшком та Ігорем Єремеєвим, до групи якого перейшов Сергій Мельничук, з яким Ляшко бився під час ранкового засідання.
14 листопада 2016 року сталася бійка між головою фракції у Верховній Раді України «Опозиційний блок» Юрієм Бойком і головою фракції Радикальної партії Олегом Ляшком на засіданні погоджувальної ради. В ході свого виступу Ляшко звинуватив фракцію ОБ і особисто Бойка в отриманні «консультацій з Москви».
В мене, до речі, питання до СБУ: чого вони їздять по москвах і досі не в тюрмі.
— 
У відповідь на це Бойко вдарив Ляшка по обличчю. Бійка тривала кілька секунд, після чого Ляшко продовжив виступ і назвав Бойка і його фракцію «недобитками Януковича» — Бойко повторно вдарив Ляшка.

### Секс-скандал
5 жовтня 2010 року в Інтернеті з'явилося відео 17-річної давнини, де Ляшко розповідає слідчому прокуратури про свій гомосексуальний зв'язок з високопоставленим посадовцем, якого він називає «Боря». Сам Ляшко спростував достовірність запису в письмовій заяві, назвавши її «фальшивкою», сфабрикованою завдяки «технічному прогресу» й «чудесам» монтажу. «Зараз я з'ясовую, кому вигідна ця фальшивка, і вже звернувся до Генеральної прокуратури з проханням розібратися, хто автор цього відео», — сказав він газеті. У прес-службі Генпрокуратури України (ГПУ) підтвердили, що Ляшко звернувся до них із заявою. За інформацією газети, Ляшко особисто приніс до ГПУ заяву, в якій просить перевірити достовірність відеофрагментів, а також пояснити, яким чином вони потрапили у ЗМІ.
Слідчий Олег Матвєєв, який вів допит Ляшка на відео і на момент оприлюднення відео працював заступником голови ДПАУ, підтвердив факт відеозапису:
Це відео було в матеріалах слідства. Тоді щодо Ляшка Олега Валерійовича прокуратурою Києва розслідувалася кримінальна справа про шахрайство в особливо великих розмірах. Він отримав 5 років, відбув менше половини і звільнений умовно-достроково.

На питання: «яким чином орієнтація Ляшка відноситься до предмету розслідування?», Олег Матвєєв відповів: «У Ляшка судимість погашена і розголошувати якісь факти некоректно. Не припускаю, хто це міг зробити. Тоді справа розслідувалася як звичайна рядова».
Сам Ляшко в 2011 році, відповідаючи на питання журналіста про його орієнтацію, запитував: «де ви бачили педераста з „баритональним басом?“» і заявив, що його хочуть дискредитувати, зробивши символом секс-меншин. Під час того ж інтерв'ю Ляшко, говорячи про себе, казав: «Ну гляньте на мене. Стрункий, не мордатий, не пузатий. Буквально до 35 років важив 64 кілограм, зараз 69-70 — мені 38 років!».

## Кримінальне переслідування в Росії
10 вересня 2015 року Слідчий комітет Російської Федерації порушив кримінальну справу проти Ляшка та бійців полку Національної гвардії «Азов» за підозрою у викраденні жителя міста Маріуполя (Донецька область) Дмитра Чайковського. Кримінальну справу порушено за ознаками злочинів, передбачених пп. «а», «в» ч.2 ст.126, пп. «д», «е» ч.2 ст.117, ч.1 ст.356 Кримінального кодексу РФ (викрадення людини, катування, застосування заборонених засобів і методів ведення війни).

## Рейтинги
У 2006 році у списку найбільш молодих і перспективних українських політиків журналу «Фокус» був удостоєний 20-го місця. На думку видання, перспективність зумовлено тим, що Олег Ляшко «входить до числа найактивніших представників однієї з найвпливовіших фракцій у парламенті».
Олег Ляшко є одним з найпопулярніших українських користувачів соціальної мережі Facebook. Станом на листопад 2017 року, кількість підписників на його сторінку становила 232 тис.

## Хобі
Риболовля. Нумізматика. Колекціонування ікон, вишиванок, ароматизованих свічок. Олег Ляшко також колекціонує вила, які йому дарують люди.
Любить футбол. З 2007 року вболіває за футбольний клуб «Шахтар» Донецьк.

## Цікаві факти
- Олег Ляшко став прототипом одного з персонажів українського мультсеріалу Казкова Русь
- Ляшко намагався привести до Верховної Ради корову, але йому завадив спецпідрозділ міліції[85]
- За рейтингами Радіо Свобода Олег Ляшко найбільше з депутатів 6-го скликання працював над скандалами[86]
- У березні 2013 року Олег Ляшко намагався потрапити у літак з вилами, для підняття народного повстання у Донецьку, але його не пропустили співробітники аеропорту[87]
- За даними інформаційного агентства «ЛІГАБізнесІнформ», стратегію виборчої кампанії Радикальної партії на парламентських виборах 2014 року розробив російський політтехнолог Ігор Шувалов, близький до Сергія Льовочкіна, а безпосередніх керівників штабу партії очолював Владислав Каськів[88]

## Відзнаки
- Відомча заохочувальна відзнака МВС України «Вогнепальна зброя» (28 квітня 2015) — пістолет-кулемет MP5 K A4, № T0624-12 Y00565 калібр 9×19 мм[89];
- Відомча заохочувальна відзнака МВС України «Вогнепальна зброя» (26.08.2015) — пістолет «Colt М 1911», № С 63291, калібр 45[89];
- Орден Миколая Чудотворця (2017) — за заслуги з відродження духовності[90]